# Bì Shēng
Bì Shēng (990-1051) was een Chinese ambachtsman die het drukken met losse letters bedacht, een van de vier grote uitvindingen van het oude China.  

## Uitvinding
Hij was volgens overlevering een gewone man zonder officiële positie, geboren te Yingshan in Hubei. Zijn uitvinding is bekend dankzij de Droom-poel-verhandelingen van Shen Kuo uit 1088. Deze beschrijven hoe Bi Sheng in 1041-1048 technologie maakte om te drukken op papier. Hij bakte letters uit porselein, die hij gelabeld bewaarde in houten bakken. Voor het drukken schikte hij ze tot een drukvorm met behulp van een ijzeren kader en hars.